# Microsoft Plus!
Microsoft Plus! es un paquete de mejoras de sistema operativo proporcionado por Microsoft. La última edición es el Plus! SuperPack, que contiene una gran variedad de protectores de pantalla, temas, juegos,compatibilidad y así como aplicaciones multimedia. Microsoft Plus! se anunció por primera vez el 31 de enero de 1994 bajo el nombre clave "Frosting". 
Los Pack de Microsoft Plus! incluyen también juegos y contenidos de terceras empresas, por ejemplo, en la versión de Windows XP, el juego HyperBowl creado por Hyper Entertainment Incorporated. 
Microsoft Plus! fue abandonado en favor de Windows Ultimate Extras para Windows Vista.

## Versiones del producto

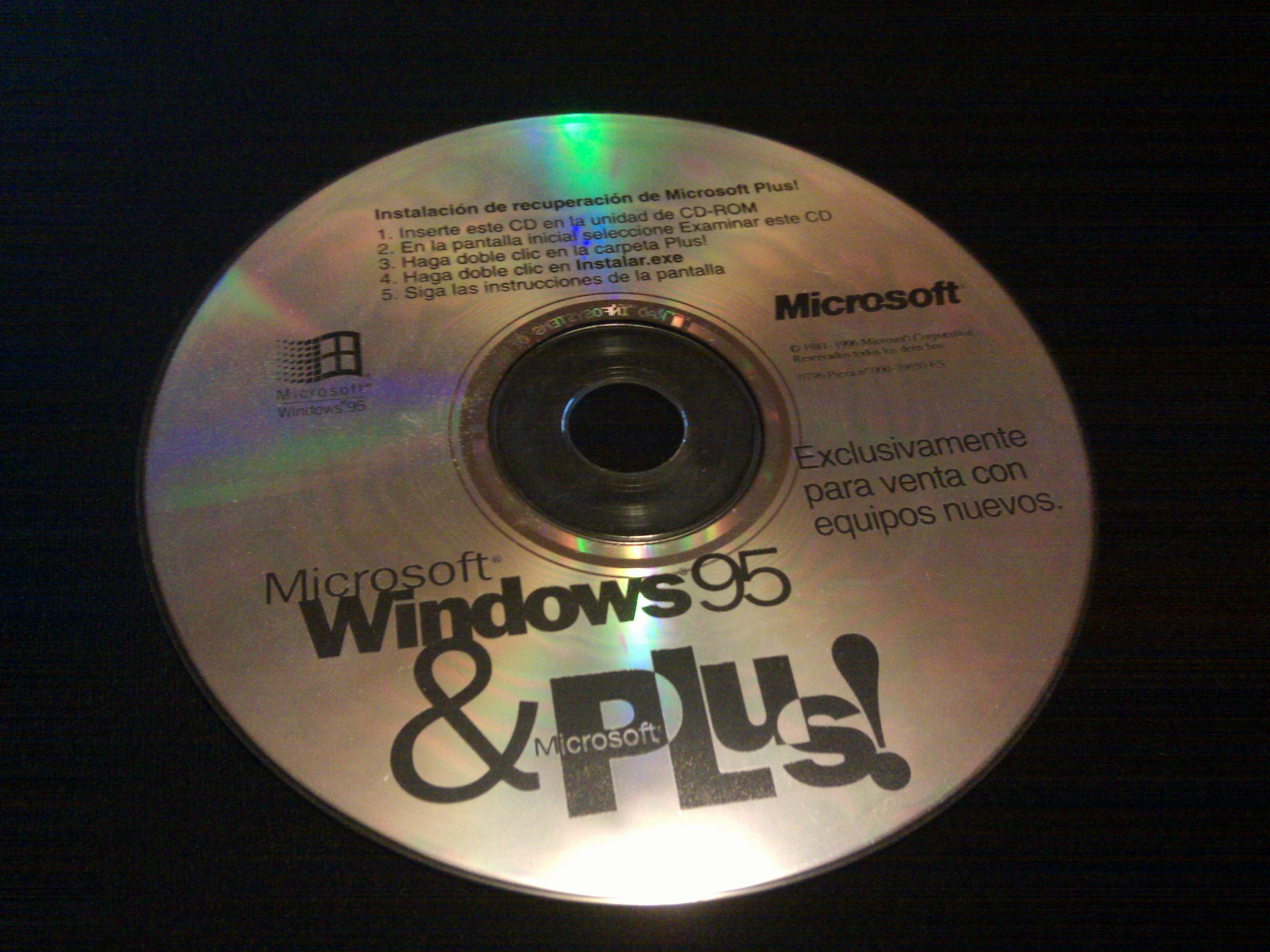
CD-ROM con Windows 95 y Microsoft Plus!

### Microsoft Plus! Para Windows 95
Comercializado inicialmente como característica de los ordenadores de alto rendimiento de la época; Microsoft Plus! para Windows 95, incluía una versión del juego Pinball Cadete Espacial, Internet Jumpstart Kit (Introducción de Internet Explorer 1.0), la herramienta de compresión de discos DriveSpace 3, una versión preliminar de los temas de escritorio, mejoras gráficas de suavizado en pantalla completa y arrastre de ventanas. Además contenía un Programador de tareas conocido en las versiones recientes de windows como Agente del sistema. Los requisitos mínimos del ordenador para poder ejecutar el pack de utilidades son una CPU 80386 con 4 megabytes de RAM.

### Microsoft Plus! Edición para niños
Liberado en 1997, esta versión está dirigida a los niños menores de 12 años. Incluye 3 nuevas aplicaciones: Talk It! ", Un programa que dice lo que los usuarios escriben traduciéndolo de texto a voz, Play It!, Un teclado electrónico con música y efectos de sonido, y Paint It!, Un programa de gráficos. Además cliparts, fuentes, 10 nuevos temas de escritorio, y controles parentales para Internet Explorer.

### Microsoft Plus! Para Windows 98
La secuela de la original serie de mejoras del sistema operativo, Plus! 98, incluye nuevos programas y herramientas para Windows: temas de escritorio y protectores de pantalla nuevos (además de los de Plus! 95), salvapantallas 3D, y la herramienta "liberador de espacio en disco" en el menú inicio; la cual es actualizada para eliminar de forma eficiente los archivos no utilizados. Se incorporan los ficheros con extensión .zip al explorador de windows bajo el nombre de "carpetas comprimidas". Nuevos juegos, como Microsoft Golf 98, y el popular solitario spider (incluido en Windows Me, Windows XP y Windows Vista) se incorporaron al Plus! Para Windows 98. Una versión Deluxe del Reproductor de CD con soporte CDDB y una versión de Picture It! también fueron agregados. Por último, Plus! 98 incluye McAfee VirusScan, junto con un suministro de seis meses de actualizaciones gratis.

### Microsoft Plus! Game Pack: Cards & Puzzles
Este paquete fue liberado para Windows Millennium Edition, pero puede ser instalado en otras versiones de Windows. Incluía el Microsoft Entertainment Pack: The Puzzle Collection: una colección de 10 juegos de arcade y 12 juegos de cartas. Además la versión de prueba de Microsoft Pandora's box (la caja de Pandora).

### Microsoft Plus! Para Windows XP
Microsoft Plus! Para Windows XP fue lanzado junto con el sistema operativo el 25 de octubre de 2001. Esta versión de Plus! Fue creada para mostrar la capacidad de Windows XP; presentando actualizaciones claves de Windows Media Player y DirectX 3D. Las características del producto son los temas de escritorio, los protectores de pantalla, los juegos, y servicios al público.
Plus! Para Windows XP incluye:
- Plus! Temas
- Plus! Protectores de Pantalla
- Plus! Comando de voz para Reproductor de Windows Media
- Plus! Personal DJ
- Plus! MP3 Converter
- Plus! CD Label Maker
- Plus! Mejoramiento de altavoz
- Plus! Visualizaciones 3d para el Reproductor de Windows Media
- Plus! Skins para Windows Media Player
- Plus! Hyperbowl
- Plus! Rusia Square
- Plus! Laberinto

### Microsoft Plus! Digital Media Edition
La nueva versión de Microsoft plus fue conocida como "Microsoft Plus! Digital Media" Edition para "Windows XP Media Center Edition". Plus! Digital Media Edition significó la primera vez que Microsoft ha puesto en libertad a un segundo paquete de mejoras para Windows basado en el mismo OS. Antes de este punto, cada uno de productos Microsoft Plus! se había creado sólo una vez con cada nueva versión del sistema operativo principal. 
Puesto en libertad el 7 de enero de 2003, Plus! Digital Media Edition se basa en dos nuevos componentes para Windows XP: el Reproductor de Windows Media 9 y el Windows Movie Maker 2. Esta versión del producto se centra más en aspectos de utilidad para fotos, música y películas en lugar de características tradicionales Plus! como temas, salvapantallas, y juegos. 
Plus! Digital Media Edition incluye:
- Plus! Photo Story 2
- Plus! Parte Mode
- Plus! Analog Recorder
- Plus! CD Label Maker
- Plus! Bailarín
- Plus! Audio Converter
- Plus! Efectos y transiciones para Windows Movie Maker
- Plus! Alarm Clock
- Plus! Sleep Timer
- Plus! Skins para Windows Media Player 9 Series
- Plus! Sync & Go para Pocket PC

### Microsoft Plus! SuperPack para Windows XP
El 19 de octubre del 2004, Microsoft reunió sus dos Productos Plus! para el sistema operativo Windows XP (Plus! Para Windows XP y Plus! Digital Media Edition) en una sola versión llamada Microsoft Plus! SuperPack para Windows XP. No hubo nuevas características o funcionalidades añadidas.

## Curiosidades
- Microsoft Plus! Digital Media Edition fue el primer producto de Microsoft disponible para la venta de forma electrónica (a través de distribuidores minoristas en línea).
- Todas las versiones orientadas al consumidor de Windows, incluyen características de paquetes Plus! para versiones anteriores. Windows 98 heredó algunas características de Plus! para Windows 95. Windows XP incluye Space Cadet 3D Pinball de Plus! 95 y características de Plus 98! como el solitario spider y las carpetas comprimidas. Windows XP Media Center Edition 2005 incluye algunos de los temas y protectores de pantalla de Microsoft Plus! Para Windows XP, así como la mayoría de las aplicaciones de Microsoft Plus! Digital Media Edition.
- Si bien la instalación de Plus! está por lo general limitada sólo a determinado sistema operativo para el que está diseñada, es posible instalar Plus! 98 sobre Windows XP o Windows Vista usando el modo de compatibilidad de Windows 98. Esto no funciona con Plus! 95. Plus! Edición para niños se puede instalar sobre Windows NT 4.0 Workstation o versiones posteriores, pero carece de temas de escritorio y controles parentales. Plus! Para Windows XP también se puede instalar en Windows Vista sin utilizar el modo de compatibilidad.